# 朱壽熊
朱壽熊（？—？），浙江省嘉興府平湖縣人，清朝政治人物、進士出身。
光緒三年（1877年），参加丁丑科殿試，登進士二甲第31名。同年五月，分部學習。